# Il'ja Bryzgalov
Il'ja Nikolaevič Bryzgalov (in russo Илья Николаевич Брызгалов?; trasl. angl. Ilya Nikolayevich Bryzgalov; Togliatti, 22 giugno 1980) è un ex hockeista su ghiaccio russo di ruolo portiere. Ha vinto la Stanley Cup 2007 con gli Anaheim Ducks.

## Palmarès

### Club
- Stanley Cup: 1

 Anaheim Ducks: 2007

### Nazionale
- Campionato mondiale di hockey su ghiaccio: 1

Svizzera 2009

### Individuale
- NHL Second All-Star Team: 1

2009-2010